# Basilique Sainte-Anne de Willemstad
Cette  basilique n’est pas la seule basilique Sainte-Anne.
La basilique Sainte-Anne (en papiamento : Basilika Santa Ana ; en néerlandais : Basiliek Santa Ana) est une basilique catholique, située à Willemstad, à Curaçao, dans les Petites Antilles. Elle est également la co-cathédrale du diocèse de Willemstad avec la cathédrale de la Reine-du-Très-Saint-Rosaire.

## Historique
La basilique Sainte-Anne a été construite entre 1734 et 1752, dans le secteur d’Otrabanda, et a reçu le titre de basilique mineure en 1975 par décision du pape Paul VI. Auparavant, entre 1843 et 1958, elle portait le titre de pro-cathédrale, également attribué par le Saint-Siège.
La basilique a été classée au Patrimoine mondial par l’Unesco en 1997.